# Caucasiozetes tuberculatus
Caucasiozetes tuberculatus är en kvalsterart som först beskrevs av Sandór Mahunka 1987.  Caucasiozetes tuberculatus ingår i släktet Caucasiozetes och familjen Microzetidae. Inga underarter finns listade i Catalogue of Life.